# Stanislava Komarova
Pour les articles homonymes, voir Komarova.
Stanislava Komarova (Станислава Комарова), née le 12 juin 1986 à Moscou, est une nageuse russe spécialiste des épreuves de dos crawlé.

## Carrière
Elle se révèle lors des Mondiaux 2001 de Fukuoka où, alors à peine âgée de 15 ans, elle remporte la médaille d'argent sur 200 mètres dos derrière la Roumaine Diana Mocanu. L'année suivante à Berlin, Komarova affirme sa domination au niveau européen en réalisant le doublé 100–200 m dos. Sur 100 m dos, elle devance même les spécialistes allemandes Sandra Völker et Antje Buschschulte qui nageaient pourtant devant leur public. Si elle ne réédite pas pareille performance lors des championnats d'Europe en petit bassin, la Russe obtient une nouvelle médaille mondiale en 2003 à Barcelone. Sur le 200 m dos, elle termine en effet troisième derrière la Britannique Katy Sexton et l'Américaine Margaret Hoelzer. En 2004, la dossiste renoue avec la plus haute marche du podium dans un championnat international. Elle remporte en effet le titre européen en grand bassin à Madrid à seulement quelques mois du rendez-vous olympique prévu à Athènes.
Pour sa première participation olympique, la nageuse fait figure d'outsider pour décrocher une médaille. Elle n'atteint cependant pas la finale sur 100 m dos puisque dixième temps des demi-finales. Sur 200 m dos, la Russe réalise le meilleur temps des demi-finales la positionnant ainsi comme favorite pour la finale. Lors de celle-ci, Komarova effectue son retour lors des trois dernières longueurs de bassin après avoir réalisé le plus mauvais départ parmi les huit concurrentes après 50 m de course. Mais trop distancée, elle ne peut rattraper la Zimbabwéenne Kirsty Coventry qui remporte la course. La nageuse décroche ainsi la médaille d'argent, première récompense olympique de sa carrière. 
En régression depuis lors, Stanislava Komarova n'est plus monté sur aucun podium international majeur depuis les Jeux d'Athènes.

## Palmarès

### Jeux olympiques
- Jeux olympiques de 2004 à Athènes ( Grèce) :
  -  Médaille d'argent sur le 200 mètres dos (2 min 09 s 72).

### Championnats du monde
- Championnats du monde 2001 à Fukuoka ( Japon) :
  -  Médaille d'argent sur le 200 mètres dos (2 min 10 s 43).
- Championnats du monde 2003 à Barcelone ( Espagne) :
  -  Médaille de bronze sur le 200 mètres dos (2 min 10 s 17).

### Championnats d'Europe
Grand bassin
- Berlin 2002 ( Allemagne) :
  -  Médaille d'or sur 100 m dos (1 min 01 s 40)
  -  Médaille d'or sur 200 m dos (2 min 09 s49)
- Madrid 2004 ( Espagne) :
  -  Médaille d'argent sur 100 m dos (1 min 01 s 89)
  -  Médaille d'or sur 200 m dos (2 min 10 s 97)

Petit bassin
- Riesa 2002 ( Allemagne) :
  - 4e sur 100 m dos (59 s 92)
  -  Médaille de bronze sur 200 m dos (2 min 07 s 57)
- Dublin 2003 ( Irlande) :
  - 5e sur 100 m dos (59 s 23)
  -  Médaille d'argent sur 200 m dos (2 min 05 s 42)